# Aloísio Alberto Dilli
Aloísio Alberto Dilli OFM (* 21. Juni 1948 in Montenegro, Rio Grande do Sul) ist ein brasilianischer Ordensgeistlicher und emeritierter römisch-katholischer Bischof von Santa Cruz do Sul.

## Leben
Aloísio Alberto Dilli besuchte von 1960 bis 1969 das Kleine Seminar São Francisco de Assis in Taquari. 1970 trat er der Ordensgemeinschaft der Franziskaner bei. Nachdem er das Noviziat am Priesterseminar São Boaventura in Daltro Filho absolviert hatte, legte er am 4. Februar 1971 die einfache Profess ab. Anschließend studierte Dilli von 1971 bis 1974 Philosophie an der Fakultät Nossa Senhora da Conceição in Viamão und von 1973 bis 1976 Katholische Theologie am Theologischen Institut der Pontifícia Universidade Católica do Rio Grande do Sul in Porto Alegre. Daneben legte er am 4. Oktober 1975 die feierliche Profess ab. Am 27. Juni 1976 wurde er zum Diakon geweiht und am 1. Januar 1977 empfing er das Sakrament der Priesterweihe.
Nach der Priesterweihe unterrichtete Dilli zunächst am ordenseigenen Kleinen Seminar in Daltro Filho im Bistum Caxias do Sul. 1980 wurde er für weiterführende Studien nach Rom entsandt, wo er 1983 am Päpstlichen Athenaeum Sant’Anselmo mit der von Adrien Nocent OSB betreuten Arbeit O rito do lava-pés na liturgia ocidental („Der Ritus der Fußwaschung in der westlichen Liturgie“) ein Lizenziat im Fach Liturgiewissenschaft erwarb. Nach der Rückkehr in seine Heimat wirkte Dilli von 1984 bis 1990 als Novizenmeister und Guardian des Franziskanerkonvents São Boaventura in Daltro Filho sowie als Provinzialdefinitor, bevor er Rektor des Kleinen Seminars in Arroio do Meio und Regionalsuperior sowie Direktor des Centro Vocacional São Francisco de Assis und Verantwortlicher für die Fortbildung in der Ordensprovinz Rio Grande do Sul wurde. Von 1996 bis 2002 war er Superior des Provinzhauses in Porto Alegre sowie Sekretär und Vize-Provinzialminister der Ordensprovinz Rio Grande do Sul der Franziskaner. Anschließend fungierte er als Ökonom der Ordensprovinz. Ab Oktober 2006 war Dilli erneut Novizenmeister und Guardian des Franziskanerkonvents São Boaventura in Daltro Filho.
Am 27. Juni 2007 ernannte ihn Papst Benedikt XVI. zum Bischof von Uruguaiana. Der emeritierte Bischof von Uruguaiana, Ângelo Domingos Salvador OFMCap, spendete ihm am 2. September desselben Jahres in der Kirche São Pedro in Poço das Antas die Bischofsweihe; Mitkonsekratoren waren der Erzbischof von Porto Alegre, Dadeus Grings, und der Bischof von Cachoeira do Sul, Irineu Sílvio Wilges OFM. Bei der Bischofsweihe schenkte ihm der emeritierte Erzbischof von Aparecida, Aloísio Kardinal Lorscheider OFM, seine Mitra und sein Messgewand. Sein Wahlspruch A palavra se fez carne („Das Wort ist Fleisch geworden“) stammt aus Joh 1,14 . Die Amtseinführung erfolgte am 30. September 2007.
Papst Franziskus bestellte ihn am 13. Juli 2016 zum Bischof von Santa Cruz do Sul. Die Amtseinführung fand am 28. August desselben Jahres statt. In der Brasilianischen Bischofskonferenz gehörte Dilli zudem der Kommission für die liturgischen Texte an. Darüber hinaus leitete er die Liturgiekommission der Region Sul 3 der Brasilianischen Bischofskonferenz.
Am 19. Juni 2024 nahm Papst Franziskus das altersbedingte Rücktrittsgesuch von Aloísio Alberto Dilli an.

## Schriften
- O cristo crucificado e morto. In: Teocomunicação. Band 4, Nr. 21, 1974, S. 137–142.
- As orações do Missal Romano em tempos de calamidades. In: Revista Teopráxis. Band 37, Nr. 129, 2021, OCLC 9018109746, S. 105–114 (com.br [PDF; 703 kB]).